# 2020 год в науке
События в науке, произошедшие в 2020 году.

## Прошедшие события

### Январь
- 7 января — космический телескоп TESS обнаружил первую планету земной группы TOI-700 d размером с Землю в зоне обитаемости своей звезды[1].
- 13 января — при анализе мурчисонского метеорита обнаружены древнейшие на Земле частицы вещества, появившиеся когда ещё не существовало Солнечной системы[2].

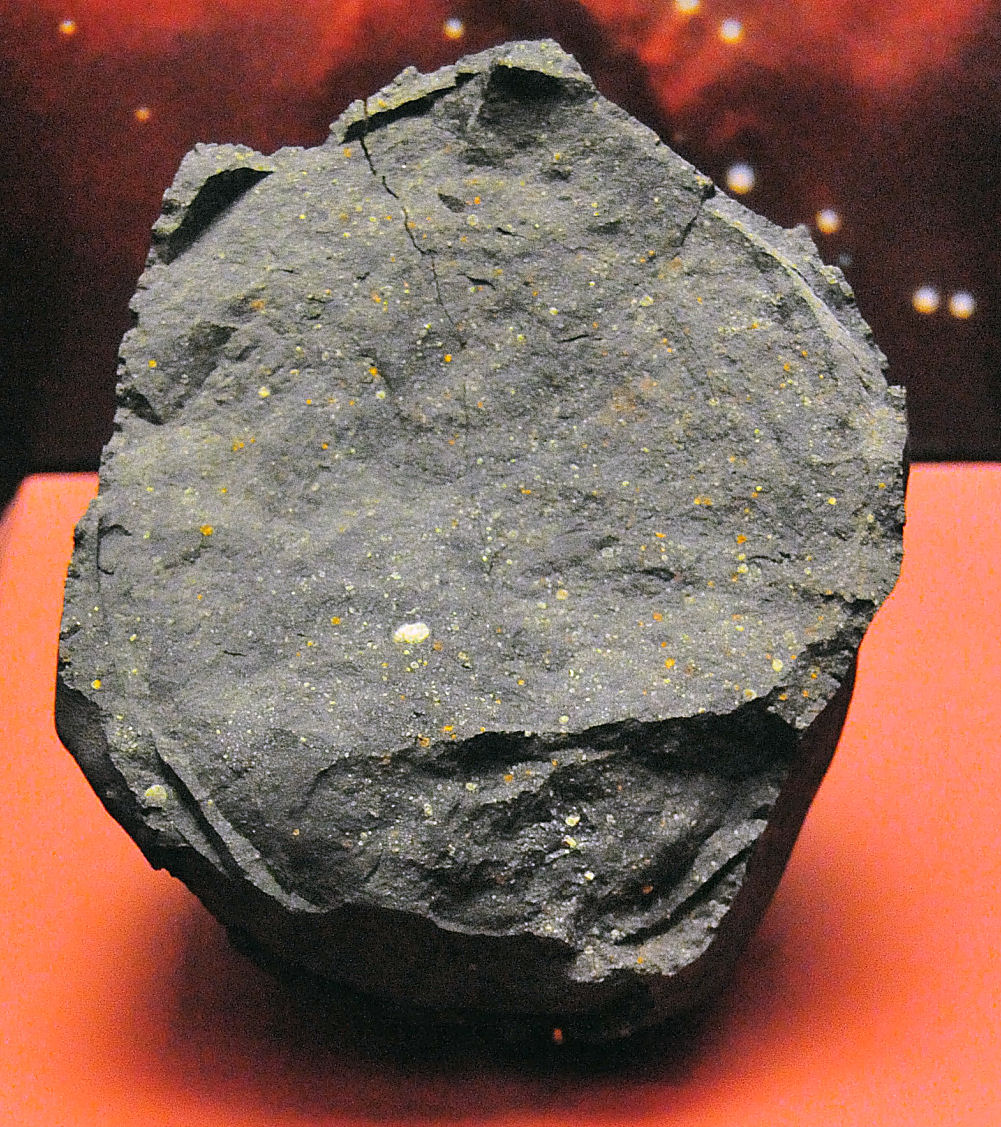
Мурчисонский метеорит

- 20 января — генеральный директор Всемирной организации здравоохранения созвал заседание комитета по чрезвычайной ситуации из-за вспышки пневмонии в Китае, вызванной новым коронавирусом 2019-nCoV[3][4].

### Февраль
- 10 февраля — запуск автоматического космического аппарата для исследования Солнца Solar Orbiter с космодрома на мысе Канаверал во Флориде ракетой-носителем Atlas V[5].
- 14 февраля — агентство РИА Новости со ссылкой на агентство Синьхуа сообщило, что применённая китайскими врачами методика переливания плазмы переболевших коронавирусом 2019-nCoV доказала свою эффективность для лечения заражённых пациентов[6].
- 18 февраля — в иракской пещере Шанидар, где было найдено первое «цветочное захоронение» неандертальца, учёные впервые за четверть века нашли новые останки этих древних людей, захороненных с соблюдением схожих погребальных обрядов[7].

### Март
- 20 марта — американские палеонтологи обнаружили в бирманском янтаре, знаменитом своими многочисленными окаменелостями мезозойского возраста, череп крохотного птицеподобного динозавра получившего название Oculudentavis khaungraae[8].

### Апрель
- 25 апреля — группа энтузиастов из Lost Apple Project сообщила, что за осень 2019 года им удалось найти 10 сортов яблонь считавшихся утраченными[9].

### Май
- 3 мая — учёные заявили, что движение Северного магнитного полюса ускорилось Расположение полюса[источник не указан 1336 дней].

Расположение полюса

- 30 мая — пуск ракеты-носителя Falcon 9 FT с частным многоразовым космическим кораблём Crew Dragon американской компании SpaceX со стартового комплекса LC-39A в Космическом центре Кеннеди на острове Мерритт в штате Флорида. Первый пилотируемый полёт для США с 8 июля 2011 года. Экипаж: Даглас Хёрли и Боб Бенкен[10].

### Июнь
- 20 июня — вторая женщина Ванесса О’Брайен покорила Марианскую впадину, став первой в мире женщиной, покорившей Эверест и глубочайшую точку Земли[11].
- 21 июня — солнечное затмение.

### Июль
- 20 июля — с космодрома Танегасима в Японии при помощи ракеты-носителя H-IIA к Марсу запущена автоматическая межпланетная станция «Аль-Амаль» («Надежда»), принадлежащая ОАЭ[12].
- 23 июля — китайская межпланетная станция «Тяньвэнь-1» с марсоходом на борту запущена к Марсу с помощью тяжёлой ракеты-носителя «Чанчжэн-5» с космодрома Вэньчан на острове Хайнань[13].
- 30 июля — в ходе миссии «Марс-2020» с помощью ракеты-носителя Atlas V 541 с космического стартового комплекса 41 ВВС на мысе Канаверал к Марсу были запущены марсоход «Персеверанс» и вертолёт-разведчик «Ingenuity»[14].

### Август
- 2 августа — корабль Crew Dragon вернулся на Землю из первого пилотируемого полёта[15].
- 5 августа — в США на испытательном полигоне компании SpaceX в районе Бока-Чика (штат Техас), состоялся первый полёт прототипа ракеты Starship SN5[16].
- 11 августа — Президент России Владимир Путин объявил о регистрации первой в мире вакцины от COVID-19 «Спутник V» разработанной институтом Гамалеи[17].
- 12 августа — учёные Института зоологии Китайской академии наук объявили миру науки об установлении феромона, из-за которого саранча собирается в стаи. Это 4-виниланизол[англ.] (сокращённо 4VA), который начинает выделяться саранчой уже при сборе в стаю 4—5 особей и стягивает к ним других особей. Находка открывает перспективы новых стратегий в управлении саранчой[18].
- 26 августа — Всемирная организация здравоохранения заявила о полном искоренении полиомиелита в Африке[19].

### Сентябрь
- 2 сентября — команды обсерваторий LIGO и VIRGO подтвердили, что короткий сигнал гравитационной волны GW190521, является первым явным свидетельством обнаружения чёрной дыры средней массы[20].
- 11 сентября — AstraZeneca приостановила испытания своей вакцины от COVID-19 по всему миру, причиной такого решения стало то, что у одного из волонтёров выявили необъяснимую болезнь[21].
- 14 сентября — в атмосфере Венеры обнаружены фосфины[источник не указан 1344 дня].

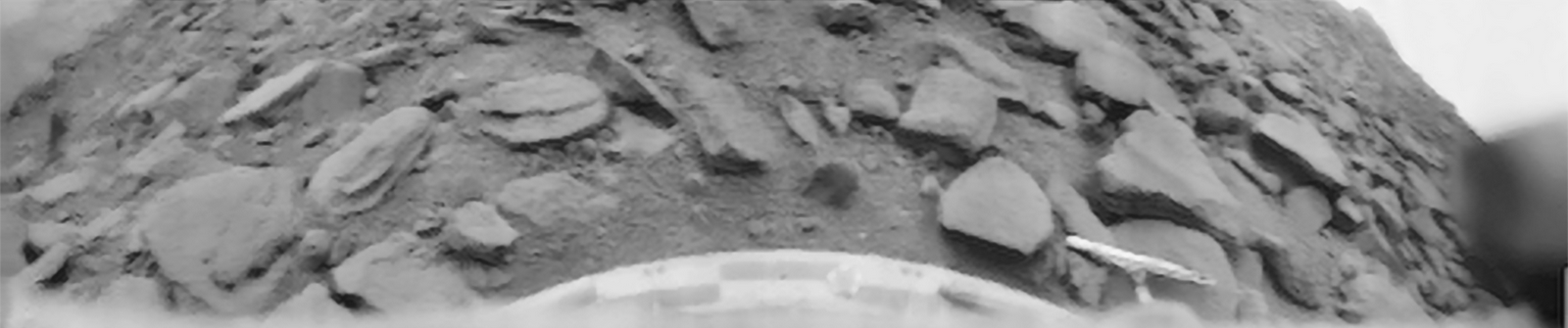
Панорама Венеры

### Октябрь
- 14 октября — физики синтезировали первый в мире сверхпроводник, который сохраняет свои свойства при температуре в 15 °С, что почти на 40 градусов выше предыдущего рекорда. При этом новому сверхпроводнику нужно давление в 2,6 млн атм[22].
- 15 октября — NASA подписало Соглашения Артемиды с семью странами (Австралия, Великобритания, Италия, Канада, Люксембург, ОАЭ и Япония) о совместной реализации программы по освоению Луны[23].
- 21 октября — аппарат OSIRIS-REx взял пробу грунта на астероиде Бенну во время очень короткой (несколько секунд) посадки[24].

### Ноябрь
- 4 ноября — астрономы сообщили об открытии всплеска FRB , исходящих от магнетара SGR 1935+2154 в нашей галактике[источник не указан 1335 дней].

### Декабрь
- Начало вакцинации от COVID-19 широких слоёв населения[25][26][27][28][29].
- 14 декабря — солнечное затмение.

## Награды
- Медаль Копли: Алан Фершт.
- Медаль Румфорда: Гилл, Патрик[англ.]: за разработку оптических атомных часов исключительной точности, ультрастабильных лазеров и стандартов частоты для фундаментальной физики, обработки квантовой информации, изучения космоса, спутниковой навигации и наблюдения за поверхностью Земли.
- Медаль Уолластона в геологии: Барбара Романович.

- Нобелевская премия
  - Физика: Роджер Пенроуз: за открытие того, что образование чёрных дыр с необходимостью следует из общей теории относительности. Райнхард Генцель и Андреа Гез: за открытие сверхмассивного компактного объекта в центре нашей галактики;
  - Химия: Эмманюэль Шарпантье и Дженнифер Даудна: за разработку метода редактирования генома;
  - Физиология и медицина: Харви Джеймс Алтер, Майкл Хаутон, Чарльз Райс: за открытие вируса гепатита C;
  - Экономика: Пол Милгром, Роберт Уилсон: за усовершенствование теории аукционов и изобретение их новых форматов.

- Премия Бальцана:  Сусанна Трумбор, Жан-Мари Тараскон, Хуан-Мартинез Алье.